# Nymphaea ampla

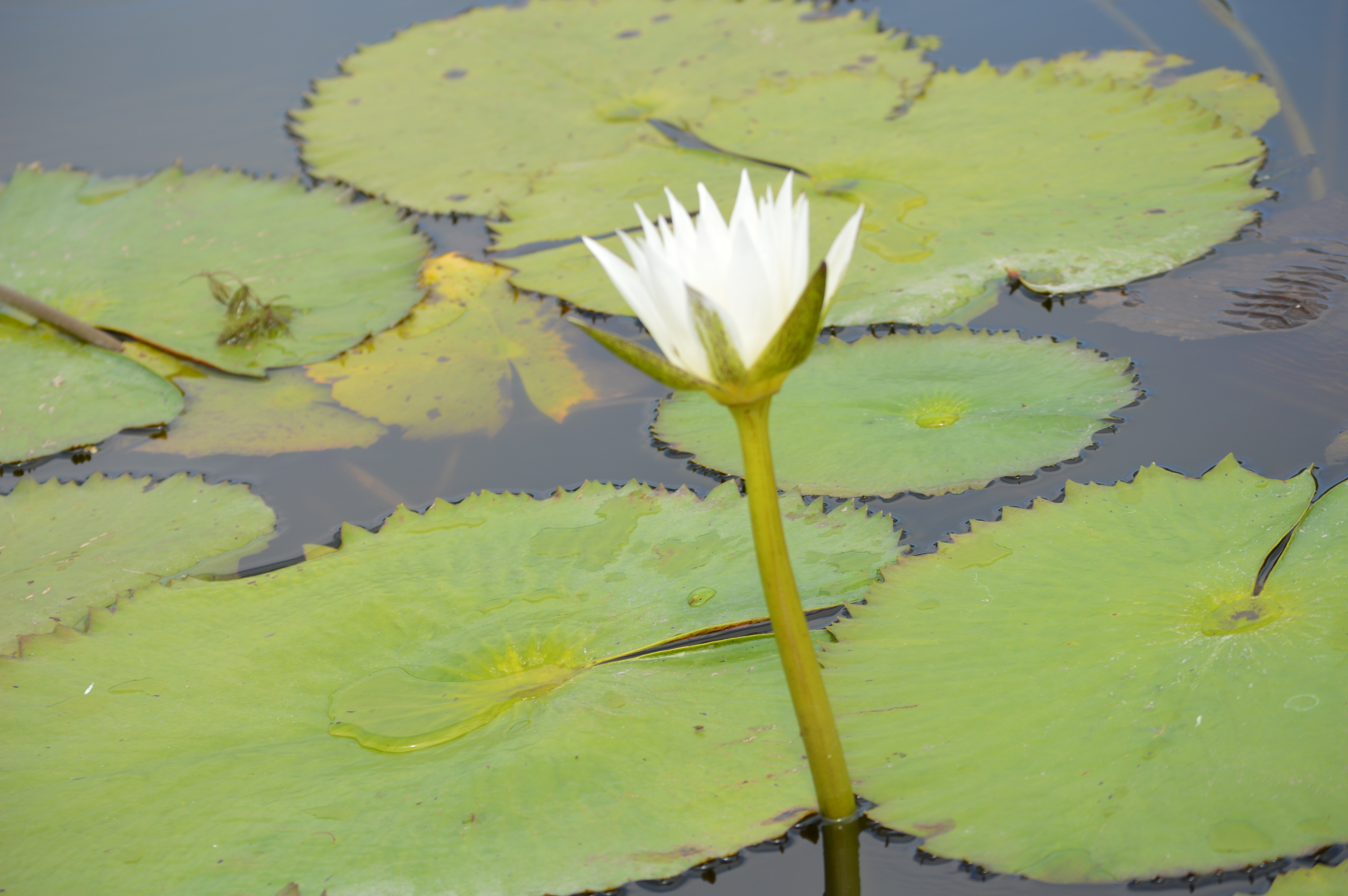

Nymphaea ampla là một loài thực vật có hoa trong họ Nymphaeaceae. Loài này được (Salisb.) DC. miêu tả khoa học đầu tiên năm 1821.